# Abd al-Rahman al-Omari
Abd al-Rahman al-‘Omari (in arabo عبدالرحمن العمري‎?; ...) è un aviatore saudita, sospettato in un primo momento dall'FBI di essere uno dei dirottatori coinvolti negli attentati dell'11 settembre 2001.

## Biografia
al-‘Omari è un pilota della compagnia di bandiera saudita Saudi Arabian Airlines e per qualche tempo ha lavorato all'Aeroporto JFK di New York. Il 3 settembre 2001, va via dalla sua casa di Vero Beach (Florida), dove viveva in affitto assieme a sua moglie e ai suoi quattro figli.
L'FBI in un primo momento sospetta che al-‘Omari fosse il pilota designato del commando che ha dirottato il volo American Airlines 11, schiantatosi poi contro la Torre Nord del World Trade Center. Tuttavia, quattro giorni prima della pubblicazione delle foto ufficiali dei 19 dirottatori (che scagionano definitivamente al-Omari), la BBC rivela che il pilota saudita è ancora in vita e che potrebbe esserci stato uno scambio di identità.
Successive indagini chiariranno che il pilota che ha materialmente fatto schiantare il volo AA11 è stato Mohamed Atta. Fra i cinque dirottatori poi si identificherà anche Abd al-Aziz al-Umari, anch'egli saudita e quasi omonimo di Abdul al-Omari.